# Marie Cauer
Bertha Cäcilie Marie Cauer (* 2. Januar 1861 in Breslau, Provinz Schlesien; † 19. Juni 1950 in Leonberg bei Stuttgart) war eine deutsche Krankenschwester, Oberin und Publizistin.

## Leben und Wirken
Marie Cauer kam aus angesehenen Familien. Ihr Großvater Ludwig Cauer war Reformpädagoge in Berlin, ihr Vater Eduard Cauer Gymnasiallehrer und später Stadtschulrat von Berlin. Ihr Großvater mütterlicherseits Ernst Streicher war Arzt, ihre Mutter war Marie Cauer. Ihre Brüder Paul und Friedrich Cauer wurden Philologen, ihre Schwester Margarete Pochhammer Schriftstellerin.
1869 kam die Frauenrechtlerin Minna Cauer (geborene Schelle) nach dem Tod der Mutter als Stiefmutter in die Familie, zu der sie aber ein angespanntes Verhältnis hatte.
Die Familie lebte in Hamm und danach in Danzig. 1876 wurde der Vater als Stadtschulrat nach Berlin berufen.
1890 wurde Marie Cauer Oberin im neuen Kaiser-Friedrich-Krankenhauses in San Remo in Italien.
1903 gehörte sie zu den Mitbegründerinnen der Berufsorganisation der Krankenschwestern Deutschlands um Agnes Karll, der sich für eine Verbesserung der rechtlichen und praktischen Situation von Pflegeberufen einsetzte. Diese Forderungen wurden dann auch vom Allgemeinen Deutschen Frauenverein vertreten, in dem ihre Stiefmutter Minna Cauer eine führende Rolle hatte.
1916 leitete Marie Cauer ein Lazarett in Freiburg im Breisgau. In dieser Zeit setzte sie sich in Publikationen für einen verstärkten Dienst von Frauen im Ersten Weltkrieg ein (ähnlich wie ihre Schwester Margarete Pochhammer).
Seit dieser Zeit lebte sie mit der Schriftstellerin Anna Schieber zusammen.
1917 kauften sich beide Frauen ein Haus in Degerloch bei Stuttgart.
In den 1920er Jahren engagierte sich Marie Cauer auch in der liberalen Deutschen Demokratischen Partei.
Sie wurde durch ihre praktischen Tätigkeiten und ihre Publikationen eine anerkannte Persönlichkeit im Pflegebereich.
Zu ihrem 80. Geburtstag 1941 erhielt sie Glückwünsche auch vom Reichsinnenministerium und vom württembergischen Innenminister sowie ein Ehrenabzeichen.
1944 wurde ihr Haus in Degerloch durch Kriegseinwirkungen zerstört. Die beiden Frauen bekamen danach eine Wohnung in der Keplerstraße in Stuttgart zugewiesen, in der sie sich jedoch unwohl fühlten.
1945 starb Anna Schieber. Marie Cauer verwaltete danach deren Nachlass und ließ das Haus in Degerloch wieder aufbauen. Dort lebte sie noch zwei Jahre, bis sie am 1. Juni 1950 widerwillig in ein Altersheim in Leonberg bei Stuttgart zog. Dort starb sie am 19. Juni 1950.
Ihr Grab befindet (oder befand) sich in Degerloch.
Von Marie Cauer gibt es ein gezeichnetes Porträt von Emil Stumpp von 1915.

## Veröffentlichungen
Marie Cauer veröffentlichte Schriften zu verschiedenen Themen, vor allem über die Krankenpflege. Sie schrieb auch einige Artikel für Zeitschriften wie Die Krankenpflege.
Monographien
- Frauendienstpflicht, praktische Vorschläge, 1916
- Wer hat recht?, 1917
- Lebenskunde. Briefe an junge Mädchen, Gotha 1921, 2. Auflage 1922
- Die Herzen der Väter. Zur Verständigung von jung und alt, Rudolstadt 1924
- Eine glückliche Insel. Ein Vierteljahrhundert deutscher Arbeit in San Remo, Stuttgart 1931
- Leitfaden für die Berufserziehung in Krankenpflegeschulen, Stuttgart 1940, Neuauflage 1947

Zeitschriftenartikel
- Von der Nächstenliebe im Schwesternberuf, in Deutsche Schwesternzeitung, 1,1, 1948, S. 5–8